# رأس مال جنسي

إن رأس المال الجنسي (بالإنجليزية: sexual capital) أو نصيبك من الإثارة (بالإنجليزية: erotic capital) ما هما إلا قيم مجتمعية يستحققها فرد ما أو جماعة نتيجة لجاذبيتهم الجنسية. يعد رأس المال الجنسي أمرًا قابلًا للمقايضة أحيانًا، من الممكن أن يساعدك في الحصول والوصول إلى أشكال أخرى من رأس المال، كرأس المال الاجتماعي والاقتصادي.

## أصل المصطلح
استُخدِم مصطلح رأس المال الجنسي للمرة الأولى بواسطة عالمة الاجتماع البريطانية كاثرين حكيم في مطلع الألفينيات من القرن الواحد والعشرين. قامت كاثرين بتصنيف هذا المصطلح كمصطلح منفرد عن مفاهيم رأس المال الأخرى التي وضعها العالم الفرنسي بيير بورديوه، والتي شملت رأس المال الاقتصادي، الثقافي والاجتماعي. تقول إن رأس المال الجنسي هو مصطلح لا يعتمد على الأصل الطبقي لمصطلحات رأس المال، ما يتيح الفرصة لوجود حراكًا اجتماعيًا تجاهه، إذ ترى أن هذا يضيف قوة لجعله مقموعًا اجتماعيًا، مما يودي في النهاية إلى خفض قيمته ومحاولة قمعه عن طريق هياكل السلطة المهيمنة ذاتها. أما في التعبيرات السائدة يستخدم مصطلح "القيمة الجنسية في السوق بدلًا من رأس المال الجنسي بكثرة.

## التعريف

### اقتصاديًا
يوجد لدينا تعريف اقتصادي مبني على نظرية رأس المال الحقيقي للإنسان لجراي بيكير، والتي تتنبأ بميل الأشخاص إلى الإستثمار بوعي عند قيامهم باستعراض قدراتهم على جذب الآخرين جنسيًا عندما يتوقعون تلقي مقابل نظير استثماراتهم تلك. يقوم جراي بتعريف هذا كجزء من رأس المال الصحي للفرد، والذي يعد بدوره جزءًا من رأس المال الفردي. هناك تعريف آخر يقوم على نظرية حافظة رأس المال (بالإنجليزية: Capital Portfolio Theory) والتي يعزي فيها رأس المال الجنسي ليكون جزءًا لا يتجزأ من رأس المال الكلي للفرد الواحد. في إطار هذه النظرية، يمكن للفرد أن يقوم بتحويل رأس ماله الجنسي إلى صور وأشكال أخرى من رأس المال. من ناحية اقتصادية، إن التمتع برصيد كبير من رأس المال الجنسي لهو أمر ذو فوائد عديدة، إذ يمكنه مساعدة الفرد في عدد كبير من دروب حياته. كمثال على ذلك، العديد من الدراسات قد أوضحت أن الجاذبية الجسدية مرتبطة بشكل وثيق بتأمين وتوفير دخل أكبر، بعد حذف جميع العوامل الأخرى.

### في علم الاجتماع
إن التعريف المتداول في علم الاجتماع مبني في الأساس على فكرة بوردييوه عن الحقول (Field Theory by Bourdieu)، والتي تتلخص في تحديد مكان كل شخص في الحقل بناء على مميزاته الاجتماعية، مع مراعاة عدة قواعد لذلك. هذا التعريف يقف أيضًا على أكتاف مفهومه عن رأس المال. أما عن جرين، فهو يصف رأس المال الجنسي بكونه إستحقاق الشخص أو الجماعة بسبب نوعية وكمية الصفات والمؤهلات التي يمتلكها والتي من شأنها أن تثير استجابة جنسية ما لدى شخص آخر، ويشمل ذلك المظهر الجسدي، بالإضافة إلى التأثير والأساليب الاجتماعية الثقافية. يمكن أيضًا لبعض هذه المؤهلات أن تكون ثابتة وغير قابلة للتغيير، كعرق الشخص أو طوله، والتي يمكن للآخرين الحصول عليها عن طريق التمرين البدني، أو صناعيًا، عن طريق جراحات التجميل البلاستيكية أو مساحيق التجميل، وما شابه ذلك. مع ذلك، فإنه وعند الحديث عن رأس المال الجنسي، لا يمكننا ذكر نوع واحد فقط ليكون هو المهيمن أو المسيطر. على النقيض، فإن العملات المتداولة عند الحديث عن رأس المال الجنسي تبدو متنوعة ومختلفة، مستحقةً بذلك حالة من الهيمنة المتعلقة بالتفضيلات الجنسية المثيرة لمجموعة اجتماعية غاية في التخصص، والتي بدورها تقوم بتمييز حقل جنسي واحد عن غيره. بشكل هام، فإن هذا يعني أن رأس المال الجنسي يمكن اعتباره خاصية من خواص الحقل نفسه، وليس شكلًا منفصلًا من أشكال رأس المال.
أما إذا قمنا بمعاملة رأس المال الجنسي كنوع من أنواع مدخرات الفرد وأصوله، فسنصل إلى التعريف الثاني في علم الاجتماع، والذي طورته كاثرين حكيم. إن هذا التعريف هو تعريف متعدد الأوجه ويمكن اعتباره خليطًا من عوامل الجذب الجسدية والاجتماعية، والذي يتعدى كونه مجرد انجذاب جسدي بحت. يقف تعريف كاثرين على الناحية الأخرى من تعريف جرين لرأس المال الجنسي، من ناحية المبدأ والجوهر، فإن كاثرين تعامل الأمر باعتباره رأس مال فردي، ولا يقتضي ذلك حتمية توصيفه وإتصاله بالحقل.
يمكننا أخذ كتاب دانيال هاميرميش البحثي الأخير كدليل واسع وممتد أن مفهوم رأس المال الجنسي، والذي يمكن لفظه إصطلاحًا بعدة أشكال، كالجمال، والجاذبية الجسدية، والمظهر الجيد، يمكنه أن يعود بالنفع الاقتصادي على الفرد المتمتع بمقوماته، ويشمل هذا التمتع بمستوى عالٍ من التعليم، السياسة، مرورًا بعمليات البيع والتسويق، وحتى التعامل الاجتماعي اليومي مع الأفراد الآخرين. يفترض هاميرميش أن هذه المنافع الاقتصادية لابد وأن تكون نتيجة للتفرقة الغير عادلة، وأنه لابد أن تكون هناك مضار أيضًا يمر بها الأشخاص الأقل جاذبية، أو غير الجذابين.

## الأهمية
تجادل كاثرين حكيم حول أهمية فكرتين، ألا وهما: فكرة نصيب الفرد من الإثارة، مقارنة بفكرة الحقل الجنسي، والعلاقات الخاصة الممتدة وراء ذلك. يقترح بحثها أن رأس المال الجنسي للفرد هو عامل مهم جدًا في مجالات مختلفة، كوسائل الإعلام، السياسة، الإعلانات، الرياضة، الفنون، والمعاملات اليومية بين الأفراد.
ويتكون رأس المال الجنسي عند كاثرين من ستة عناصر، ألا وهم:
1. الجمال
2. الجاذبية الجنسية.
3. الجاذبية الاجتماعية.
4. الحماس والطاقة.
5. الحضور والكاريزما.
6. النشاط الجنسي.

تعتبر كاثرين رأس المال الجنسي بمثابة البيت الرابع لمدخرات الفرد، بالتوازي مع رأس ماله الاقتصادي، الثقافي والاجتماعي. إن أهمية رأس المال الجنسي تزداد يومًا بعد يوم في المجتمعات الحديثة الغنية، وبشكل عام، فإن النساء يتمتعن بالنصيب الأكبر من رأس المال الجنسي مقارنةً بأقرانهن من الرجال، ويعود هذا -بالطبع- بالعديد من المنافع والمميزات الاجتماعية على الجنس الأنثوي. قابل هذا التعريف لرأس المال الجنسي تنازعًا وتصارعًا من قِبل بعض علماء الاجتماع الذين يرفضون فكرة أن يكون هذا النوع من رأس المال هو بمثابة شيء يمتلكه الأفراد، كحافظة متنقلة من الثروات، مع عدم وجود رابط ضمني بينه وبين الحقل الجنسي المحدد الذي تبقى فيه هذه المميزات شيئًا مرغوبًا.
من الممكن أن يتصل رأس المال الجنسي بالصحة الجنسية والعقلية معًا، إذ أن الأفراد قليلي الحظ ممن ليس لديهم قدرًا كافيًا منه، يظهرون قدرة متضائلة عند الحديث أو مناقشة أمر ما كاستخدام الواقي الذكري مع شريكهم الذي يملك قدرًا أكبر من رأس المال هذا، وعليه، فإنهم بضمرون مشاعرًا سلبية كرد فعل لإحساسهم بأنهم غير جذابين، أو غير مرغوبين.
أما على نطاق نظري واسع، فإن رأس المال الجنسي يعد شيئًا هامًا للنظرية الاجتماعية حتى هذه اللحظة، باعتباره واحدًا من عدة أنواع أخرى من رأس المال، والتي تتضمن رأس المال الاجتماعي، رأس المال الرمزي، ورأس المال الثقافي، والتي تؤثر جميعها على المركز الممنوح لأعضاء فرديين من أعضاء المجتمع الكبير.
وكما ذكر في بداية المقال، فإن رأس المال الجنسي يمكن مقايضته وتحويله لنوع آخر من أنواع رأس المال، فمثلًا نجد الممثلين يقومون بمقايضته برأس مال نقدي أو اجتماعي، كما في حالة مارلين مونرو كمثال، أو كما يقوم الموظفون الجذابون بالإستحواذ على الزيادات المالية والعلاقات الاجتماعية عن طريق استقدام المزيد من العملاء مستغلين مظاهرهم الجذابة في ذلك.